# (33602) Varunmandi
1999 JW53 (asteroide 33602) é um asteroide da cintura principal. Possui uma excentricidade de 0.07705400 e uma inclinação de 8.24571º.
Este asteroide foi descoberto no dia 10 de maio de 1999 por LINEAR em Socorro.